# Leeuwentemmer

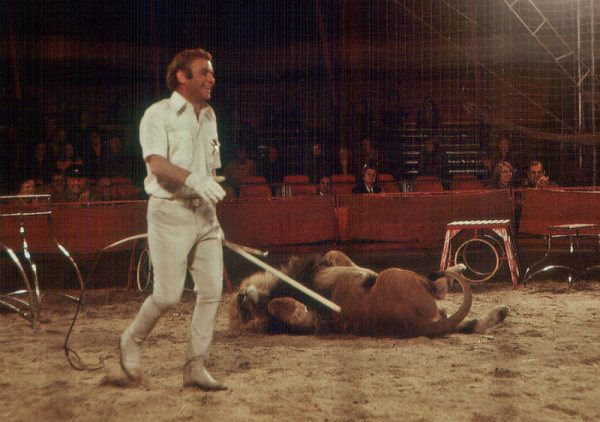
Leeuwentemmer Gerd Siemoneit-Barum in mei 1977

Een leeuwentemmer of dompteur is iemand die als beroep wilde dieren, in het bijzonder leeuwen, tijgers en andere grote katachtigen, africht, zodat ze in het circus hun kunstje kunnen doen.
Het vak is in sommige landen te leren aan een circusschool, maar de meeste leeuwentemmers hebben het vak geleerd in het circus waarin ze zijn opgegroeid. In Nederland opende Erie Klant in 1947 in Valkenburg een dierentuin en school voor dompteurs, die circussen en filmmaatschappijen van over de hele wereld als afnemer had. Anno 2013 bestaat in Nederland geen dergelijke opleiding meer.
Waarschijnlijk was de Fransman Henri Martin (1793-1882) de eerste die met wilde dieren optrad. In Duitsland gaf hij voorstellingen met een tijger. Niet veel later volgde de Amerikaan Isaac A. Van Amburgh (1808-1865), bijgenaamd de leeuwenkoning, die de geschiedenis is ingegaan als mogelijk de eerste circusartiest die zijn hoofd in de bek van een leeuw stak. De Amerikaanse Mabel Stark (ca. 1889-1968) staat te boek als 's werelds eerste vrouwelijke tijgerdompteur, hoewel zij ook met leeuwen werkte. Zij maakte furore in de jaren tien en twintig en bleef ondanks de vele verwondingen die zij tijdens haar werk opliep tot het eind van haar leven actief. Toch gingen enkele vrouwen haar voor, onder wie Rose Flanders Bascom (1880-1915), die overleed aan een infectie veroorzaakt door de krab van een leeuw.
Leeuwentemmers treden soms ook buiten het circus op. Zowel Martin als Van Amburgh werkten met hun dieren mee aan theatervoorstellingen. Het Duits-Amerikaanse artiestenduo Siegfried & Roy werd bekend door hun jarenlange optredens met witte leeuwen en tijgers als onderdeel van een goochelshow, hoofdzakelijk in hotel-casino The Mirage in Las Vegas. In 2003 kwam er een eind aan hun voorstellingen toen een van hen door een witte tijger werd aangevallen en zwaargewond raakte.

## Artikelen over leeuwentemmers
- Ursula Böttcher (1927-2010)
- Henri Martin (1793-1882)
- Carlo Stevens (1904-1975)